# Valle de Soba
El valle de Soba es un valle de Cantabria (España). Este valle está recorrido por el río Gándara, afluente del Asón. Los límites históricos y municipales de Soba exceden a los del valle geográficamente entendido, e incluyen también la cabecera del Asón, la margen derecha del valle del río Miera (Valdició localidad del municipio de Soba) y la margen izquierda del valle del río Calera, limítrofe con Vizcaya. En este Valle se encuentra la Cueva del Aer.